# Marina Gadonneix
Marina Gadonneix (* 1977, Paříž, Francie) je francouzská fotografka narozená v roce 1977 v Paříži, kde žije a pracuje.

## Životopis
V roce 2002 absolvovala Národní školu fotografie v Arles a její tvorba je inspirována místy lidského každodenního života. Podle ní je její práce o „vytvoření známého světa, ve kterém žijeme, místem s podílem starostí, podivnosti a melancholie".

## Výstavy

### Samostatné (výběr)
- 2010: Centrum umění University of Toronto, Toronto, jako součást festivalu CONTACT
- 2008: Galerie Kaune Suddendorf, Kolín nad Rýnem
- 2007: Gallery Hyppolite, Helsinky
- 2006:
  - Galerie Esther Woerdehoff, Paříž
  - Dům fotografie, Toulon
  - Baudoin Lebon Gallery, Paříž
  - Rencontres d'Arles, Arles
- 2005: Foto festival, Plovdiv, Bulharsko

### Kolektivní (výběr)
- 2012: Ceci n'est pas un exercice, Les Rencontres d'Arles
- 2008: Festival de photographie au Trégor
- 2007:
  - Photographie contemporaine, RIP, Arles.
  - Alone Together, F-stop Fotofestival, Lipsko
  - Alone Together, La Halle, Pont en Royans
- 2006: Jeune création, La Bellevilloise, Paříž

## Ceny a ocenění
- 2006: Prix HSBC pour la photographie
- 2020: Prix Niépce[1]

## Publikace
- Paysages sur commande, vyd. Actes Sud, 2006 ISBN 978-2742761401
- Alone together, společná kniha, texty: Didier Mouchel, vyd. POC, 2006

## Galerie

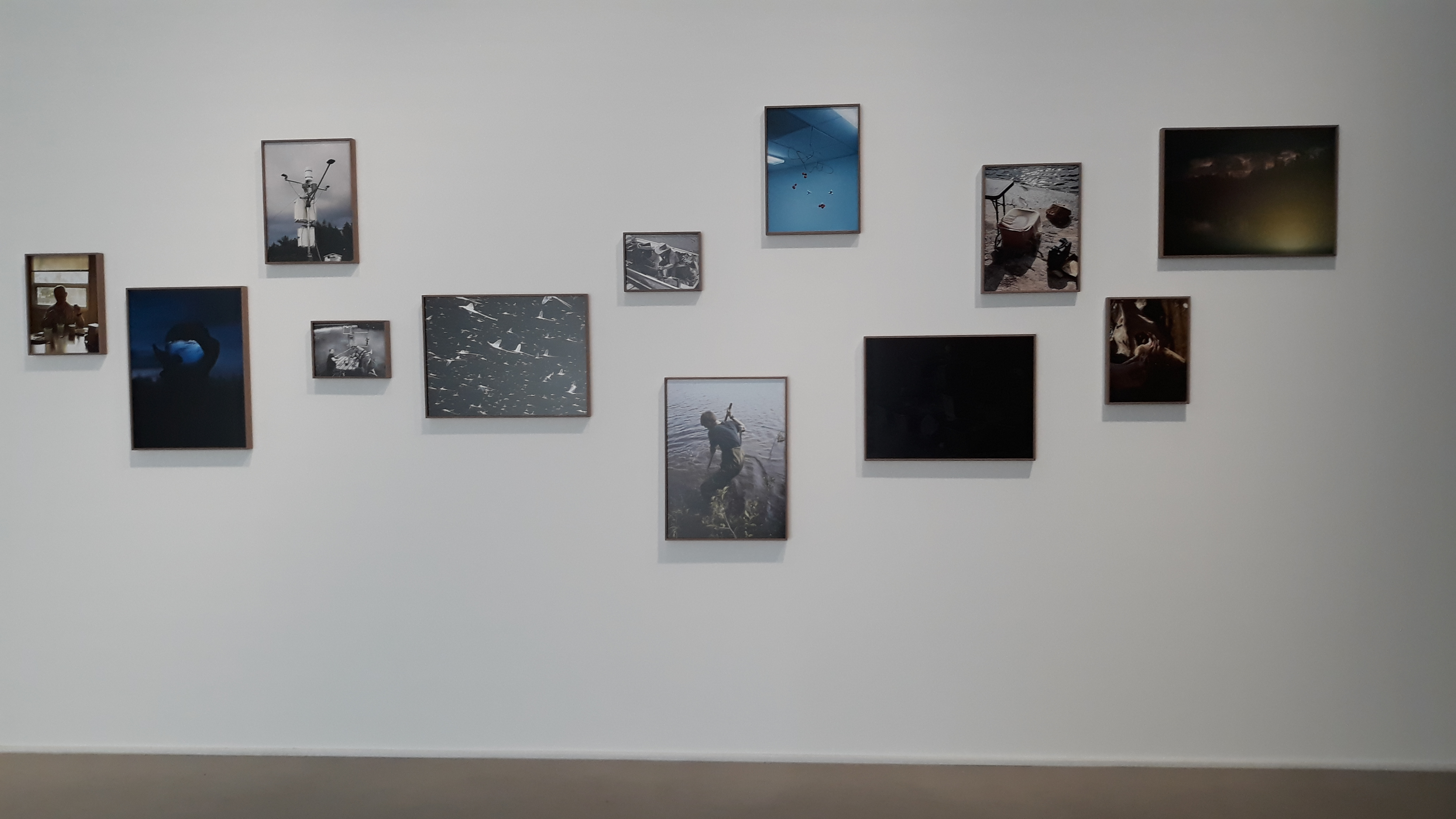
Rencontres Arles, 2019
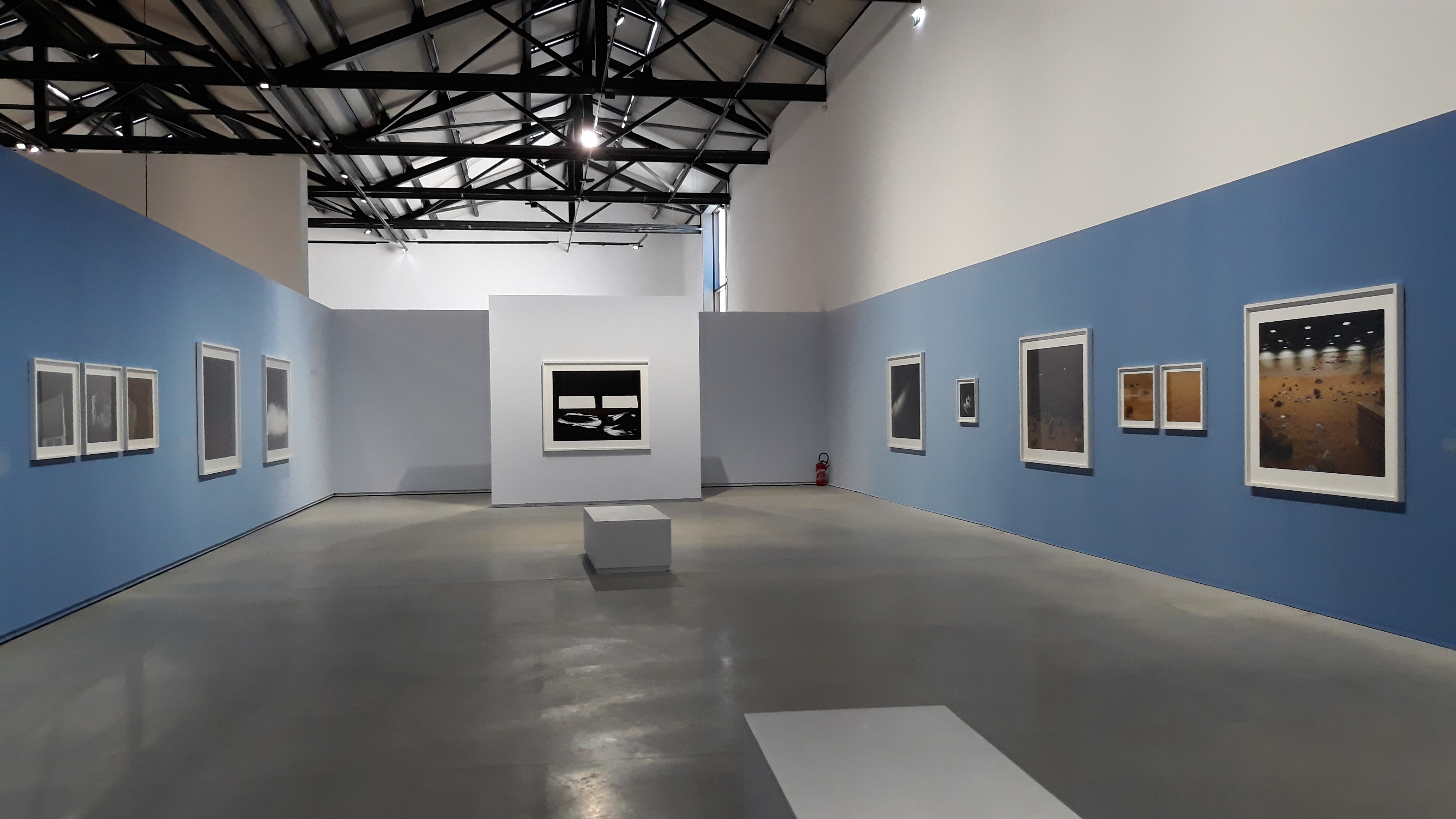
Rencontres Arles, 2019